# Джек Ричер, или Дело
«Джек Ричер, или Дело» (англ. The Affair) — роман английского писателя Ли Чайлда, вышедший в 2011 году. Шестнадцатая книга из серии о бывшем военном полицейском Джеке Ричере, приквел «Этажа смерти».

## Сюжет
В марте 1997 года в городе Картер-Кроссинг, штат Миссисипи, зверски убита Дженис Чапман. Подозревается командир батальона «Браво» Рид Райли, сын сенатора. Майор военной полиции Джек Ричер получает задание проследить, чтобы расследование этого дела майором Данканом Манро не бросило тень на вооружённые силы США, иначе сенатор Райли проведёт сокращение бюджета армии.
В Картер-Кроссинге Ричер знакомится с местным шерифом Элизабет Деверо. Как бывший морской пехотинец, она быстро раскрывает истинную личность и цель Ричера, но позволяет ему оставаться до тех пор, пока он не начнёт вмешивается в её расследование. Тем не менее, Джек узнаёт, что Чапман была третьей убитой за последние несколько месяцев. Подчинённая и давний друг Ричера сержант Фрэнсис Нигли остерегает Джека не связываться с Деверо, но Джек игнорирует её совет.
Поскольку становится очевидным, что Райли действительно имел отношение к смерти Чапман и, возможно, к двум другим убийствам, Ричеру приказывают скрыть доказательства, но Джек игнорирует приказ. Он отправляется в Пентагон в ведомство по связям с Сенатом, чтобы встретиться с полковником Джоном Фрейзером. После обвинения в сокрытии улик, Фрейзер пытается убить Ричера молотком, но Джек ломает ему позвоночник. Нигли устраивает так, чтобы смерть полковника выглядела как несчастным случай. Ричер получает досье на Деверо, с которой у Джека уже завязались отношения, где Элизабет представлена, как социопат. Военные готовы обвинить её в убийствах, передав дело местным властям.
Ричер продолжает расследование и узнаёт, что досье на Деверо сфабриковано, а все убитые были связаны с Ридом Райли и могли испортить его репутацию. Он разоблачает Рида и его отца, и убивает их. После этих событий Ричер решает уволиться из армии.

## Номинации
2011 — Номинация на премию за худшее описание секса в литературе.